# Авенида Пуэйрредон
Авенида Пуэйрредон (исп. Avenida Pueyrredón) — улица в городе Буэнос-Айрес, Аргентина. Получила своё название в честь Хуана Мартина де Пуэйрредона, аргентинского генерала и политического деятеля начала XIX века.

## Особенности
Улица параллельна улице Авенида Кальяо, расположенной в десяти кварталах к востоку, и улице Авенида Нуэве-де-Хулио, которая находится примерно в восемнадцати кварталах от Авениды Пуэйрредон.
До 1902 года улица называлась Центральная.
Улица идёт в северо-восточном направлении, к юго-западу от Авениды Фигероа Алькорта, до пересечения с улицей Пенья в районе Реколета. Затем улица идёт к югу где заканчивается на пересечении с проспектом Авенида Ривадавия.
Она имеет двустороннее движение, и нумерация домов идёт с юга на север, от проспекта Авенида Ривадавия.

### Линия Н
В настоящее время[какое?] идёт строительство новых станций второй части линии метро H, которые будут идти под улицей Авенида Пуэйрредон. В 2007 году были построены станции Онсе и Корриентес. Позже были построены станции: Кордоба, Санта-Фе, Лас Херас. В 2009 году строительство действующих станций прерывалось из-за отсутствия финансирования. Наконец, в конце 2009 года мэру Маурицио Макри удалось получить разрешение у правительства страны взять кредит для строительства новых станций, которые будут находиться под улицей Авенида Пуэйрредон нет запланированной даты открытия.

## Описание
Начавшись в районе Бальванера, в том месте, где проспект Авенида Ривадавия пересекается с улицей Авенида Хухуй.

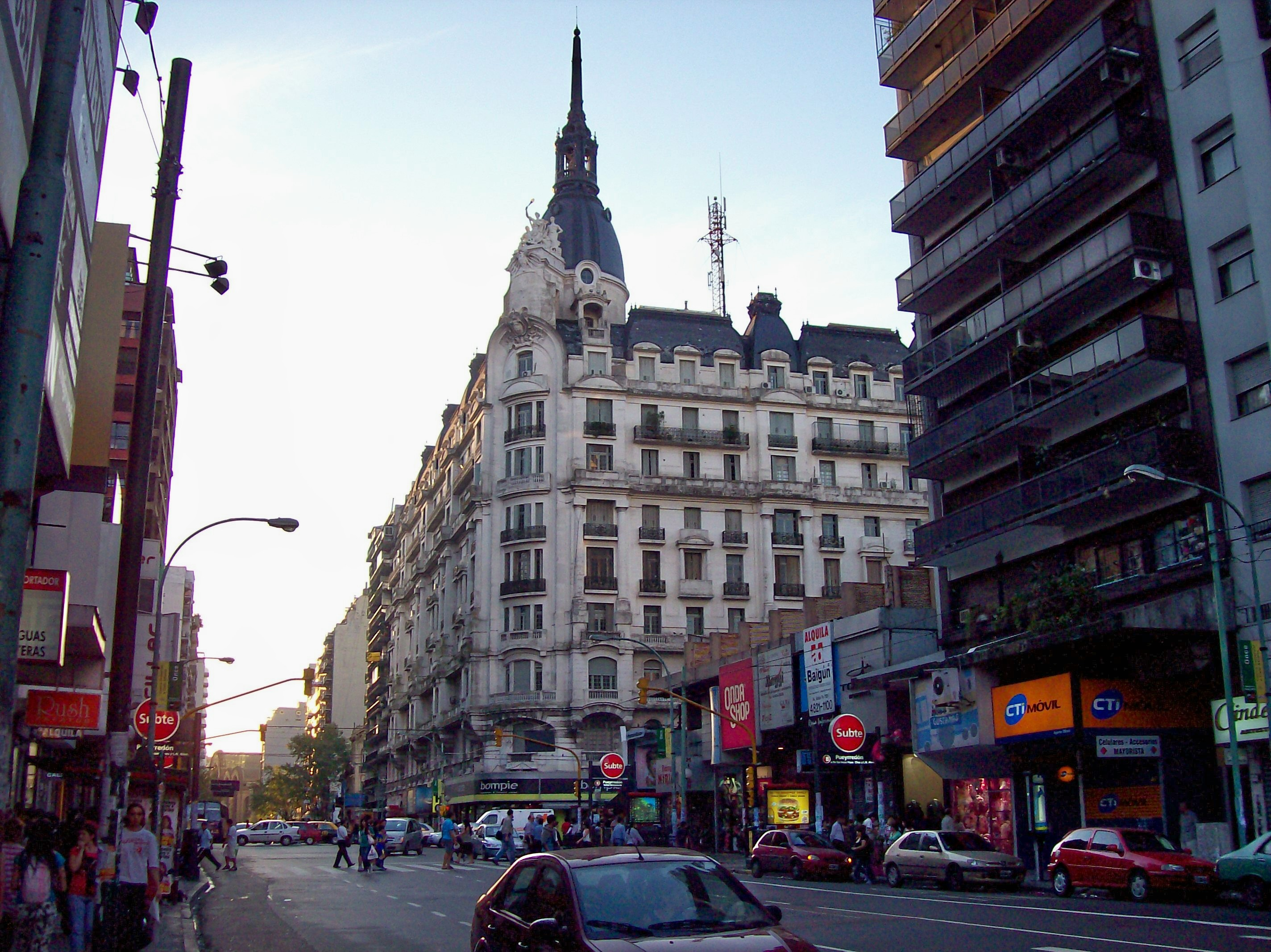
Здание Caja Internacional Mutual de Pensiones на углу с улицей Авенида Корриентес.

Это место известно как Онсе, по названию станции Estación Once, железной дороги Ferrocarril Sarmiento.
Здесь расположена площадь Пласа Мисерере (также известная как Plaza Once), и здесь расположены здания с магазинами. Со стороны улицы Бартоломе Митре, расположены автобусные остановки различных автобусных маршрутов.
Муниципальная школа президент Митре, на пересечении с улицей Сармьенто, была предметом многочисленных споров в 1991 году, когда мэр города Карлос Гроссо решил превратить столовую школы из муниципальной, в коммерческую, в результате скандала, он был вынужден уйти в отставку. В противоположном углу, большое коммерческое здание по продаже одежды фирмы C&A, которая оставила бизнес в Аргентине в 2009 году, было преобразовано в большую ярмарку, под названием Punto Once.
На пересечении с Авенидой Корриентес 1908 находится девятиэтажный дом в академическом стиле, разработанный архитекторами Кларком Дюмантом и Гастоном Маллетом под названием Caja Internacional Mutual de Pensiones.
Пересекая проспект Авенида Кордоба, улица входит в район Реколета, одного из районов Буэнос-Айреса, где одна из самых высоких покупательных способностей в городе. Через квартал к северу между улицами Джункал и Берути, находится Госпитал Алеман. После пересечения с улицей Пенья, проспект пересекает улицу Tomás de Anchorena и поворачивает к северо-востоку. Здесь находится Sanatorio Anchorena.

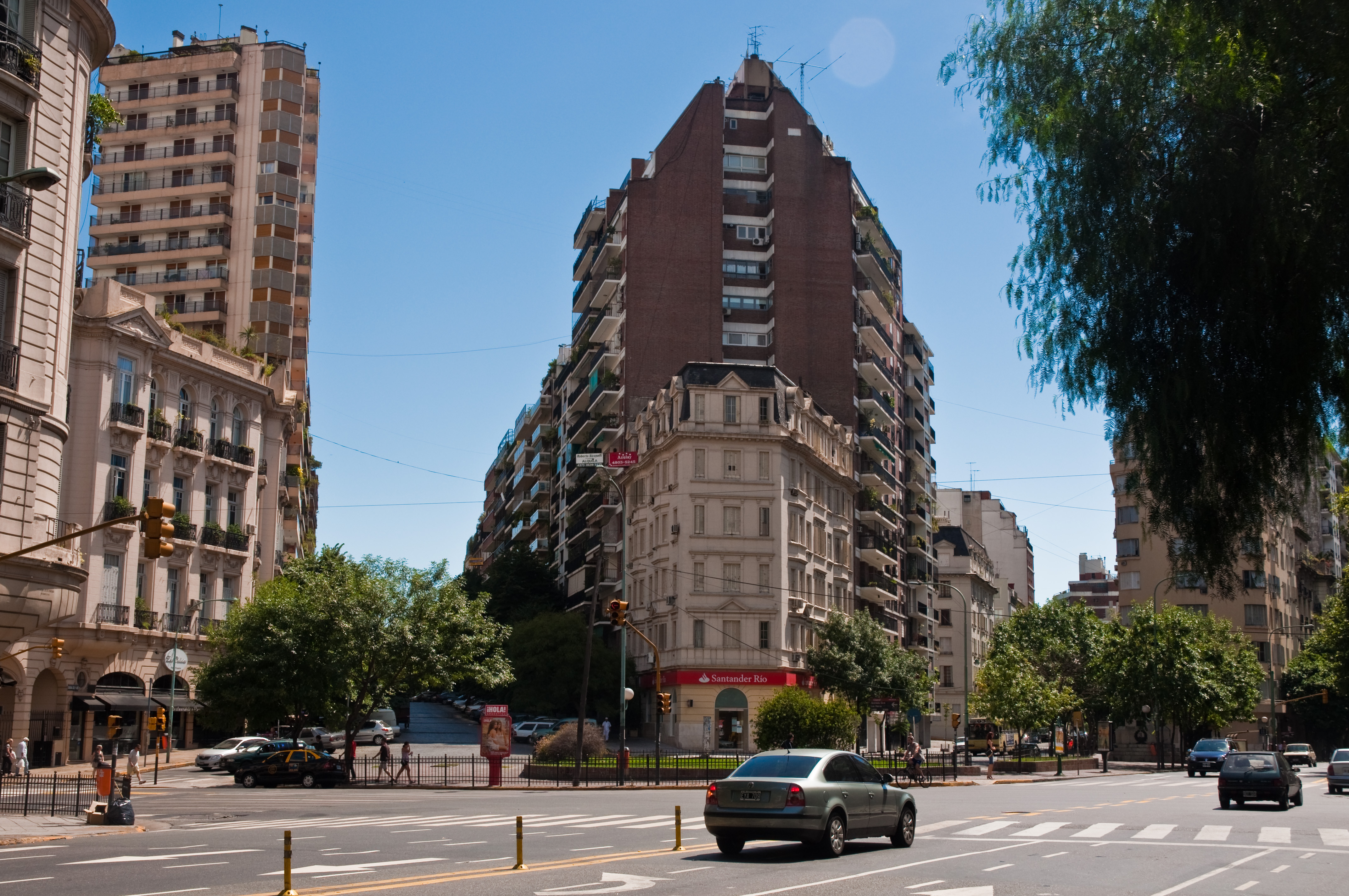
Улица Авенида Пуэйрредон в районе Реколета.

Между улицами Пачеко де Мело и Авенида Лас Херас находится Пласа Эмилио Митре. После непрерывного поворота к северо-востоку, к северо-западу от улицы находится квартал под названием La Isla, здесь в начале XX века располагаложено старое здание Quinta Hale. В нём находятся магазины, дизайн здания разработал архитектор Хлориндо Теста.
С улицы можно попасть на Кладбище Реколета, одну из достопримечательностей города. Там похоронены известные аргентинцы, как Ева Дуарте де Перон, Доминго Фаустино Сармьенто, Николас Авельянеда.
В последнем квартале улицы расположена Plaza Intendente Alvear, известная как Пласа-Франция, находится в окружении крупных культурных центров, таких, как Национальный музей изящных искусств, Культурный центр Реколета и Национальная библиотека.
Окончание улицы на пересечении с Авенида Фигероа Алькорта, где находится здание факультета права Университета Буэнос-Айреса.

## Галерея

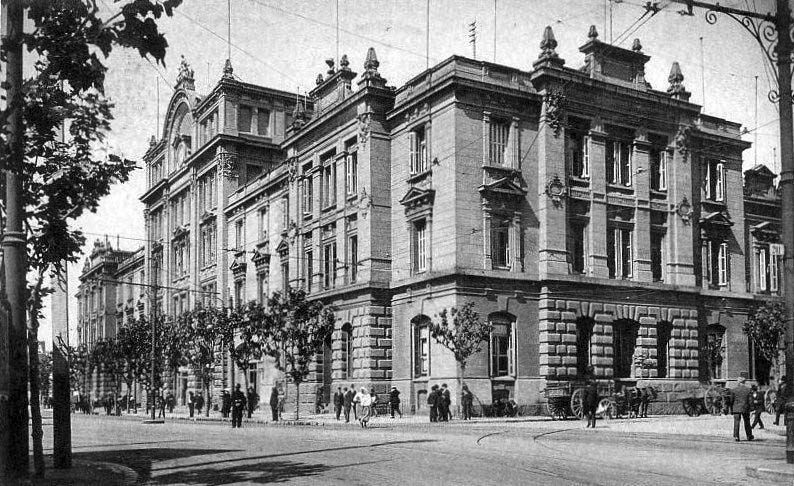
Станция Онке
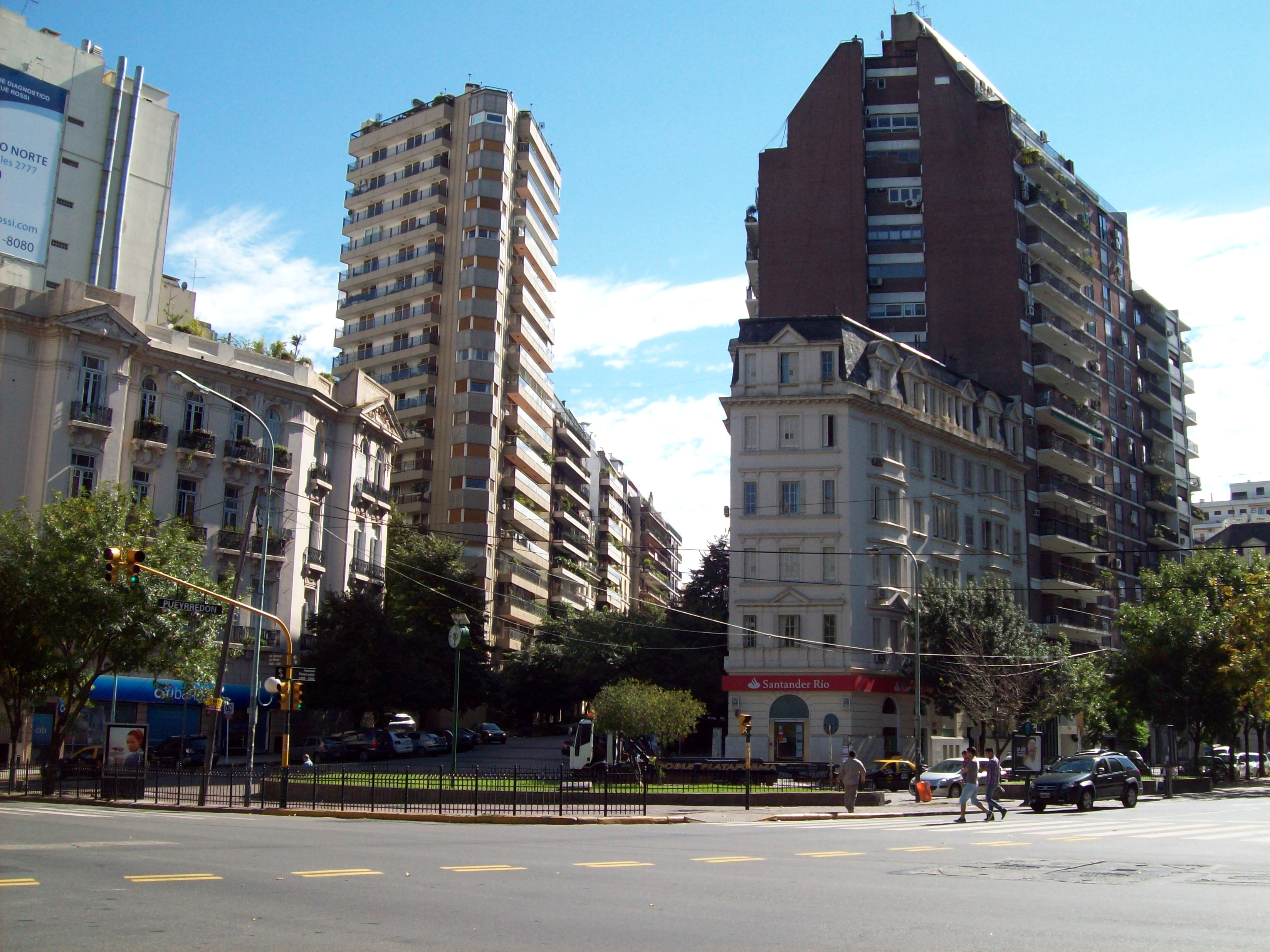
Здание на углу Лас Херас и Пуэйрредон
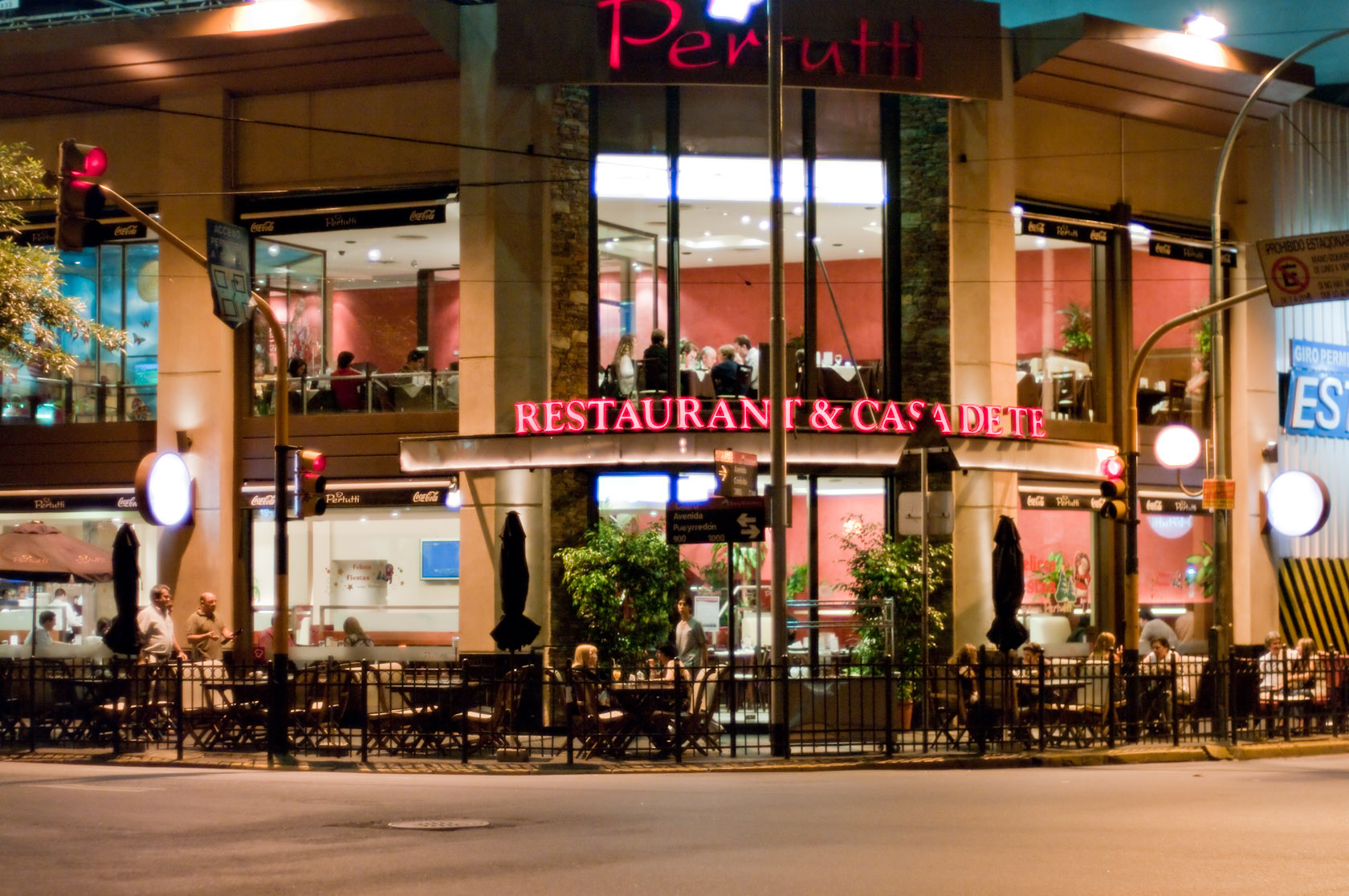
Угол Кордоба и Пуэйрредон